# Lequile
Lequile är en ort och kommun i provinsen Lecce i regionen Apulien i Italien. Kommunen hade 8 689 invånare (2017).